# Tódor Dínov
Tódor Dínov (en búlgaro: Тодор Динов; 24 de julio de 1919-17 de junio de 2004) fue un animador y director de cine búlgaro, conocido informalmente como el «padre de la animación búlgara». A lo largo de su vida, guionizó y dirigió más de 40 cortometrajes animados y varios largometrajes de acción real. También fue un destacado ilustrador, pintor, artista gráfico y caricaturista.

## Biografía
Tódor Dínov nació en una familia búlgara en la ciudad de Dedeagach (Tracia Occidental), actualmente la ciudad griega de Alejandrópolis, y terminó la escuela en Plovdiv (Bulgaria). Estudió en el Instituto Guerásimov de Cinematografía en Moscú bajo la tutela de distinguidos animadores soviéticos como Iván Ivanov-Vanó. En 1955, Dínov creó su primera película animada, Yunak Marko (El héroe Marko).
Quizá su película de animación más conocida sea el corto de cinco minutos Margaritka (La margarita), de 1965. En la película, un hombre trata de cortar una margarita empleando métodos cada vez más destructivos, enfureciéndose cada vez más ante los sucesivos fracasos; al final, la margarita solo responde a una niña. A pesar de estar pensada para un público adulto, Margaritka ganó un premio a la mejor película infantil.
En 1967, Dínov formó parte del jurado de la quinta edición del Festival Internacional de Cine de Moscú.
Fundó el primer estudio de animación de Bulgaria, estableciendo los máximos estándares profesionales de calidad del país para la producción de animación. Posteriormente, creó el departamento de Animación (en la actualidad, una entidad independiente) e impartió clases de animación en el Instituto de Artes Teatrales y Cinematográficas. Fue miembro de la Academia de Ciencias de Bulgaria.
Falleció en Sofía a la edad de 84 años.

## Filmografía
A continuación, se enumeran algunas de las películas animadas dirigidas por Dínov:
- Yunak Marko (El héroe Marko), 16 de noviembre de 1955
- Príkazka za bórovoto klonche (Cuento de la rama de pino), 22 de abril de 1960
- Gramoótvodat (El pararrayos), 1 de febrero de 1962
- Yabálkata (El manzano), 1 de abril de 1963
- Révnost (Celos), 25 de septiembre de 1963
- Margaritka (La margarita), 24 de julio de 1965
- Ízgonen ot raya (Desterrado del Edén), 27 de marzo de 1967
- Prometéi (Prometeo), 4 de agosto de 1970
- Tápanat (El tímpano), 27 de julio de 1973
- Málkoto Anche (Anita), 24 de julio de 2000

## Premios y condecoraciones
- 1999: Orden de Stara Planiná (primer grado), máxima condecoración de Bulgaria.
- 2003: Premio de la Pirámide de Cristal de la Unión de Cineastas Búlgaros a toda una vida dedicada al arte de la animación búlgara.